# Złoty chłopak (singel)
Złoty chłopak – piąty singel polskiego rapera Gibbsa z jego drugiego albumu studyjnego, zatytułowanego Safe. Singel został wydany 23 października 2023.

## Geneza utworu i historia wydania
Utwór napisali i skomponowali Mateusz Przybylski i Jonatan Chmielewski, który również odpowiada za produkcję utworu.
Singel ukazał się w formacie digital download 23 października 2023 w Polsce za pośrednictwem wytwórni płytowej DopeHouse w dystrybucji Warner Music Poland. Piosenka została umieszczona na drugim albumie studyjnym Gibbsa – Safe.

## Teledysk
Do utworu powstał teledysk w reżyserii Michała Radziejewskiego i Kosma Masny, który udostępniono w dniu premiery singla za pośrednictwem serwisu YouTube.

## Lista utworów
- Digital download[2]

1. „Złoty chłopak” – 3:15

## Notowania

### Pozycje na listach sprzedaży
| Kraj   | Lista (2023)             | Najwyższa pozycja |
| ------ | ------------------------ | ----------------- |
| Polska | Billboard Poland Songs   | 12                |
| Polska | OLiS – single w streamie | 13                |